# Ancylis selenana
Ancylis selenana là một loài bướm đêm thuộc họ Tortricidae. Nó được tìm thấy ở 
nam Thụy Điển đến Tiểu Á và từ Trans-Caucasus đến Siberia và phần phía nam của miền đông Nga. Nó cũng hiện diện ở Bắc Mỹ.
Sải cánh dài 11–15 mm. Ở Âu Châu, có hai thế hệ một năm, với con trưởng thành bay từ tháng 4 đến tháng 5 và từ tháng 7 đến tháng 8.
Ấu trùng ăn Malus, Pyrus, Crataegus, Prunus spinosa, Prunus domestica, Betula và Populus tremula. 